# Clara Filleul
Pour les articles homonymes, voir Filleul (homonymie).
Clara Filleul, pseudonyme de Claire Pauline Filleul, également connue sous ses noms de plume Mlle Clara Filleul de Pétigny et C. Filleul-Pétigny, née le 18 mars 1822 à Nogent-le-Rotrou et morte célibataire le 7 août 1878 à Paris est une peintre et auteure de contes pour enfants et de récits de voyage française.

## Biographie
Clara Pauline Filleul est la fille de François Adrien Filleul, rentier (1822) et de Pauline Pétigny (Blois 1801-Nogent le Rotrou 1874), la petite-fille de Charles Louis de Pétigny et de Marie Louise Collet. 

### L'artiste peintre
Clara Filleul est élève à Paris du peintre Raymond Quinsac Monvoisin. Quand celui-ci obtient en 1848 le poste de directeur de l'Académie des beaux-arts de Santiago (Chili), elle le suit et travaille avec lui au Chili et en Argentine. Elle appartient à la génération des artistes voyageurs du XIXe siècle qui, formés en Europe, s'installent en Chili au début de la République et deviennent les enseignants et précurseurs des artistes chiliens. Elle séjourne en tout dix ans au Chili où elle se fait une situation comme artiste-professeure à Santiago, et où elle reçoit une médaille pour ses portraits. 

Œuvres de Clara Filleul
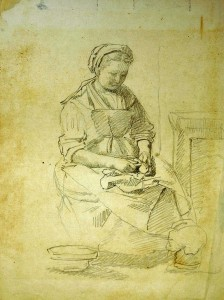
Femme épluchant devant l'âtre, dessin, musée de Nogent-le-Rotrou.
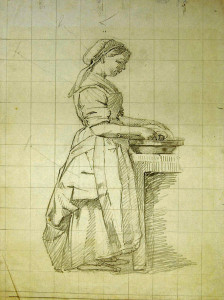
Femme à la vaisselle, dessin, musée de Nogent-le-Rotrou.
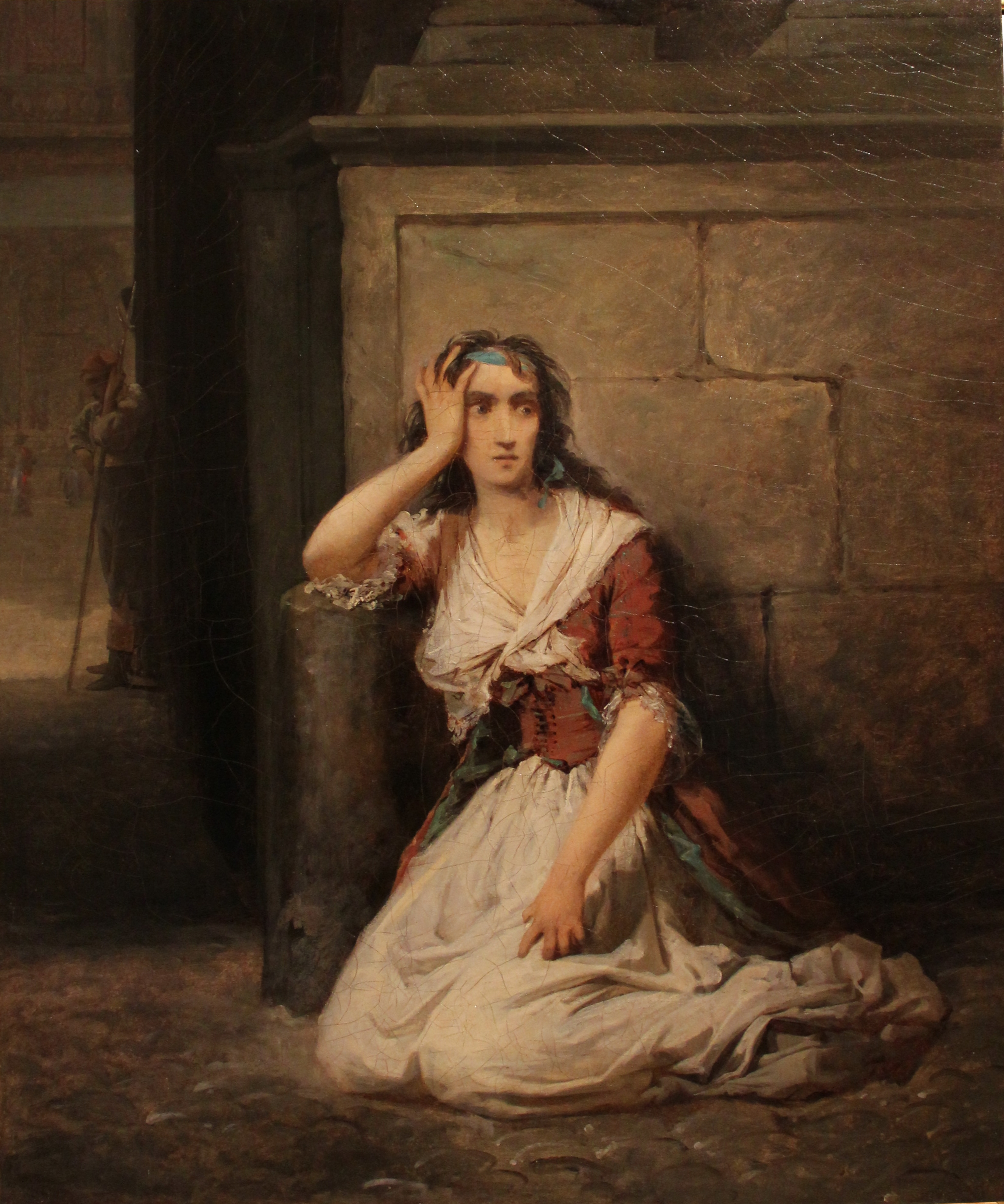
La Folle du Luxembourg, musée de Nogent-le-Rotrou.
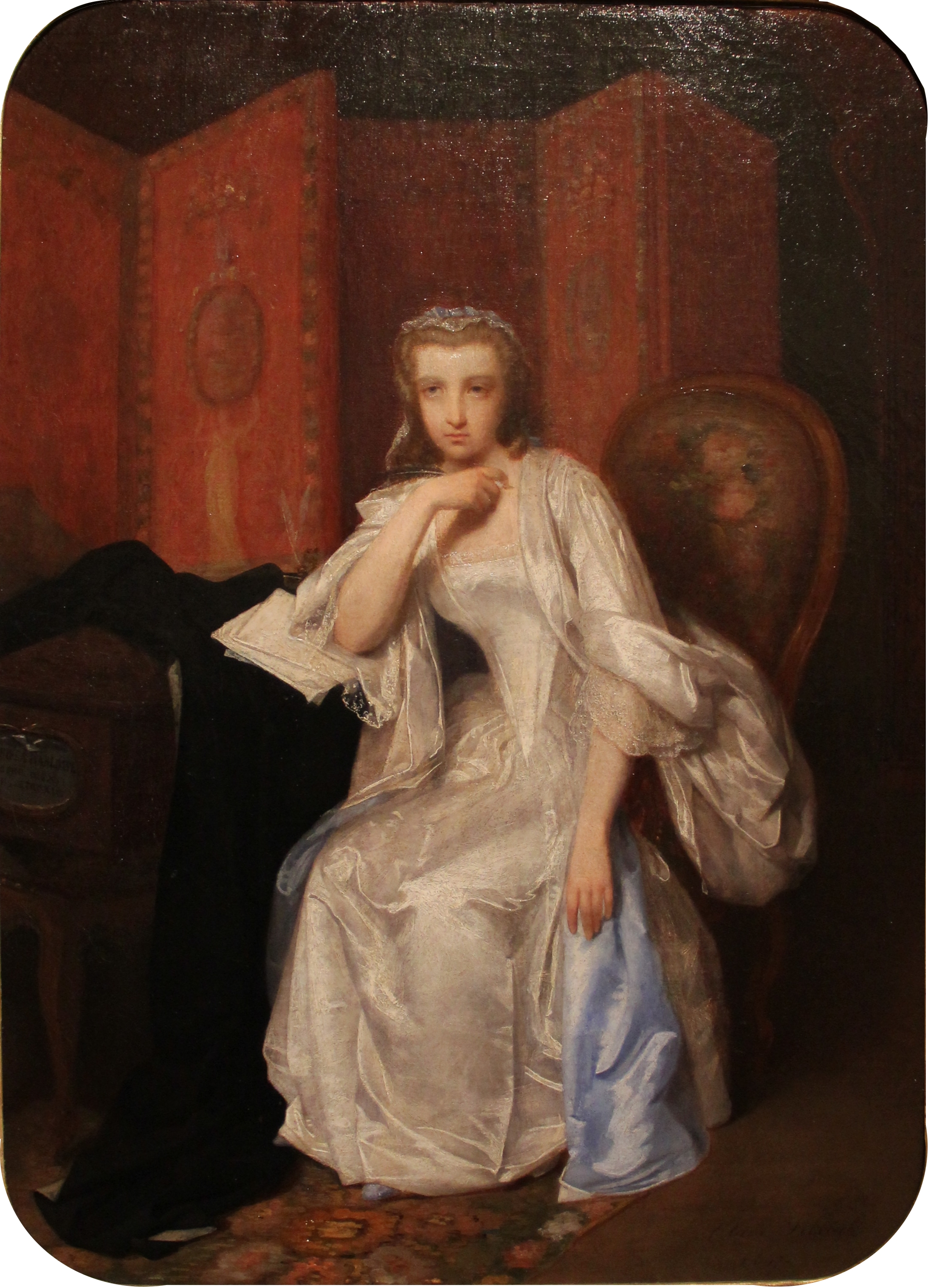
Les Derniers Moments de Clarisse Harlowe, musée de Nogent-le-Rotrou.
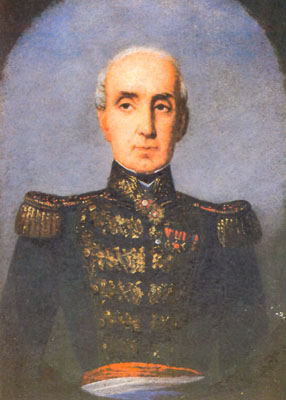
Manuel Blanco Encalada, Palacio de la Real Audiencia de Santiago (en).
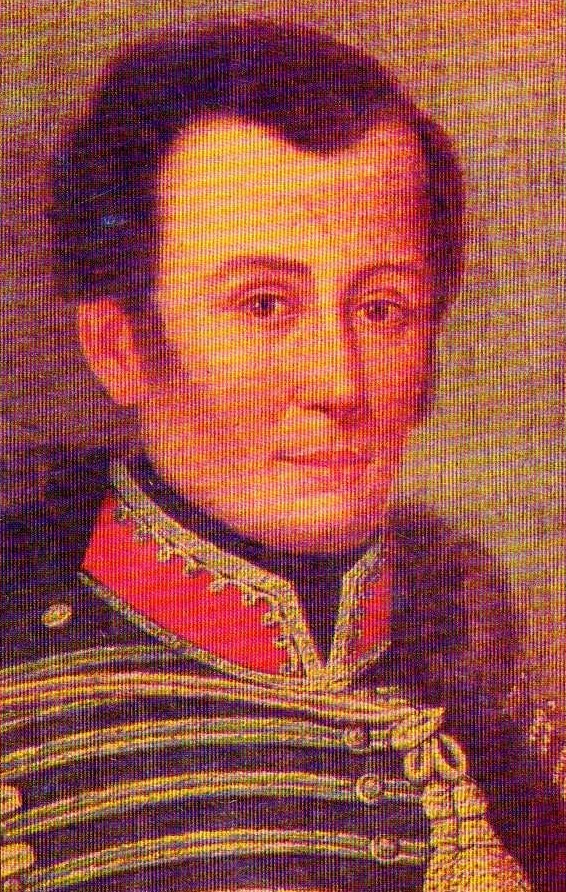
'Portrait posthume du général chilien José Miguel Carrera, localisation inconnue.
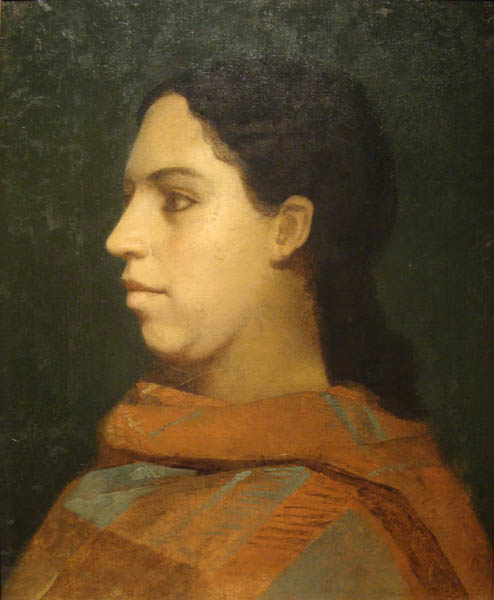
Una guasa (vers 1855), Santiago, musée national des Beaux-Arts.
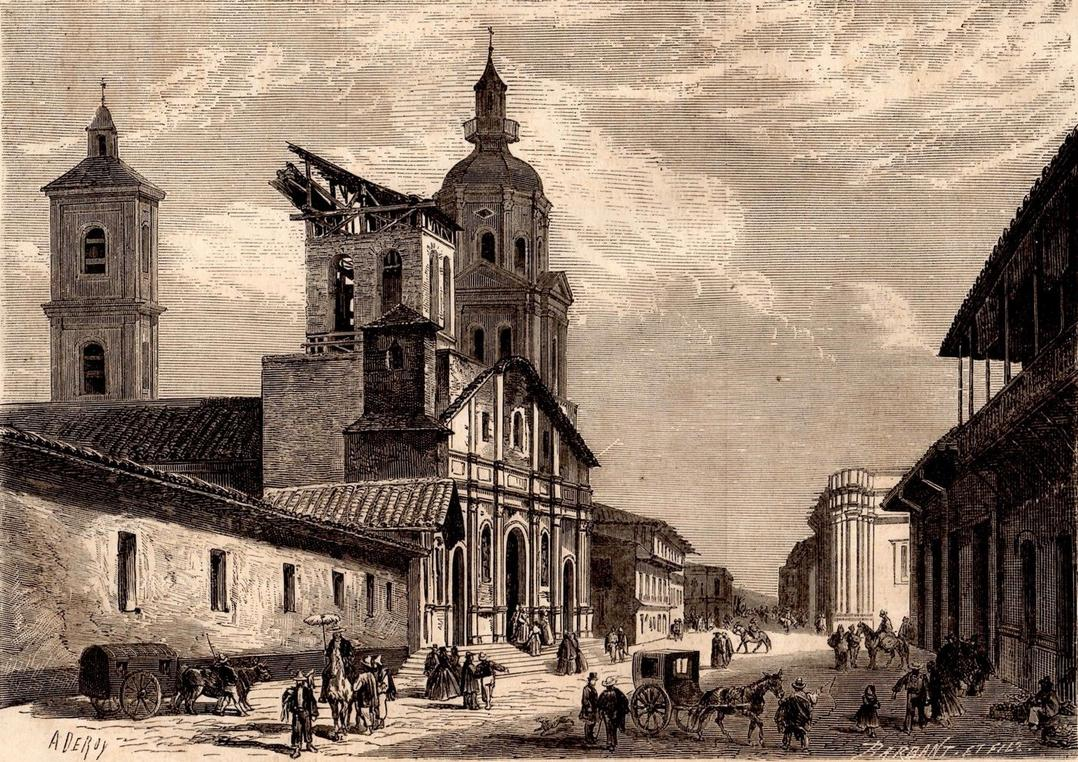
D'après Clara Filleul, Église de Santiago du Chili détruite par un incendie, gravure par Charles Barbant et fils.

### L'auteure

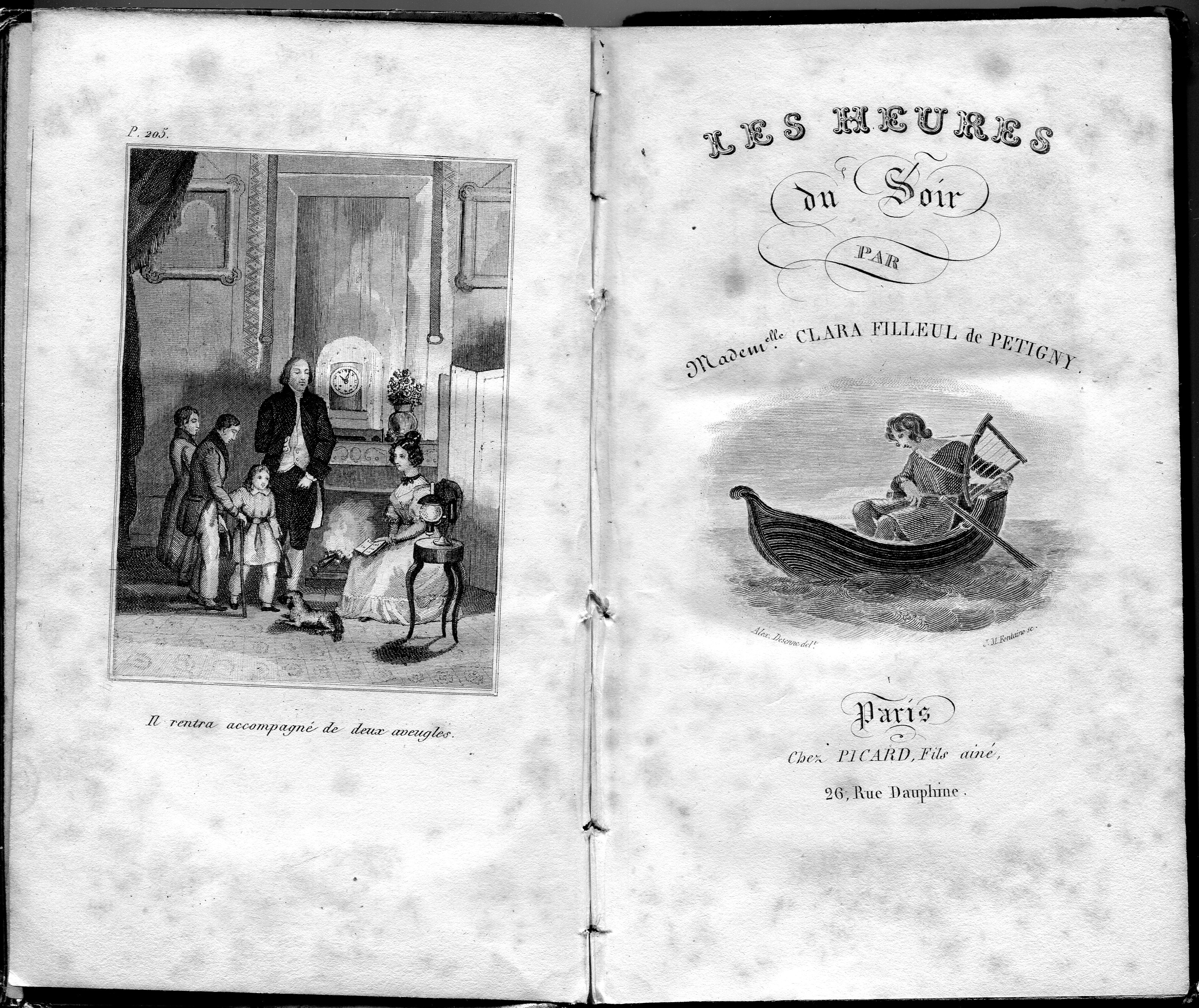
Titre et frontispice du livre Les Heures du Soir par.

Clara Filleul a écrit dès son jeune âge des livres pour la jeunesse, des contes, poésies, quelques récits historiques. Catholique, elle écrit des textes très moralisants, entre autres pour la « Bibliothèque chrétienne de l'adolescence et du jeune âge ». Elle publie dans les années 1840-1846 une collection de petits livres illustrés : La Mosaïque de la jeunesse. Quelques petits textes éducatifs concernent Paris et plusieurs livres traitent de ses voyages : Palestine — elle y a fait un pèlerinage à 18 ans —, Suisse, Savoie, Toscane, Égypte, et aussi l'Algérie, dont elle écrit l'échec colonial et la fierté des Arabes, vaincus mais pas conquis.

## Publications
- 1838 : Contes et légendes, Paris, La Mosaïque de la jeunesse (en ligne).
- 1838 : Contes féeriques, Paris, La Mosaïque de la jeunesse (en ligne).
- 1840 : L'Exilé (poème) Picard, Paris (en ligne).
- 1840 : Étrennes de la jeunesse parisienne[7].
- 1840 : Quinze jours de vacances, Paris, La Mosaïque de la jeunesse, F. Picard et A. Cadeau.
- 1840 : Une semaine de bonheur, Paris, La Mosaïque de la jeunesse, F. Picard et A. Cadeau.
- 1840 : Les jeunes voyageurs en Piémont, Paris[8].
- (sans date, environ 1840-1845) : Les Heures du soir, Paris, La Mosaïque de la jeunesse, Picard fils aîné.
- (sans date, environ 1840-1845) : L'Heureuse famille ou les veillées amusantes, Paris, La Mosaïque de la jeunesse, Picard.
- (sans date, environ 1840-1845) : Théodore et Pauline, ou les Épreuves de la vertu, Paris, La Mosaïque de la jeunesse.
- 1841 : Fridolin ou le triomphe de la vertu, Paris, La Mosaïque de la jeunesse, Barbou frères.
- 1843 : Le Dumont-d'Urville de la jeunesse, ou, Beautés des voyages modernes : extraites principalement du journal de Dumont d'Urville pendant les deux expéditions de la corvette l'Astrolabe, Paris, B. Renault.
- 1843 : Histoire de Jean Bart, mise à la portée des enfants, Paris, La Mosaïque de la jeunesse, Picard fils aîné.
- 1843, 1852 : Les jeunes voyageurs in Palestine, Paris, La Mosaïque de la jeunesse, Picard fils aîné (en ligne), (édition Mégard, Rouen de 1852, en ligne).
- 1844 : Le Jardin des Plantes, Paris, A. Maugars (en ligne).
- 1844 : Petite promenade dans Paris (rive gauche de la Seine), Paris, A. Maugars.
- 1844 : Les Marguerites. Le Pain et l'eau. Le Prix de l'hospitalité, Paris, A. Maugars.
- 1844 : La Cassette verte, Paris, Impr. de Pommeret et Guénot.
- 1844 : L'Ingratitude, légende italienne, Paris, Picard et Cadeau[8].
- 1845 : Alfred, ou le Modèle des écoliers, Paris, A. Maugars.
- 1845 : Les jeunes voyageurs en Égypte, Chez Lozouet, Librairie.
- 1846 : L'Algérie, Tours, Bibliothèque historique et édifiante, R. Pornin (en ligne).
- 1846 : La Foi au désert, Tours, R. Pornin.
- 1846 : Après l'étude, les heures de loisir, Paris, La Mosaïque de la jeunesse, Picard fils.
- 1846 : Nouvelles veillées du château, Paris, La Mosaïque de la jeunesse, Picard fils.
- 1846 : Les Anges de la vallée, Tours, R. Pornin.
- 1847 : Arthur, ou le Triomphe de la vertu, Tours, R. Pornin.
- 1848 : Zami, ou la Piété filiale, [poésies morales], Paris.
- 1848, 1850, 1850 : Fables offertes à l'enfance, [trois livres] (livre 1850, 36 p., en ligne) ; (livre 1850, 212 p., en ligne).
- 1849 : Le Dévouement fraternel, suivi d'historiettes morales, Paris, Picard fils aîné (en ligne).
- 1850 : L'Égypte, son histoire et ses merveilles, Évreux, J. Costerousse.
- 1852 : Congo, ou les Aventures d'un jeune naufragé, (1856 : Les Aventures d'un jeune naufragé)
- 1851 : La Ramée, histoire amusante et morale (Fables offertes à l'enfance) Paris, (en ligne).
- 1856 : Charles, ou Dieu punit la cruauté envers les animaux, [imité de l'allemand], Rouen M. Ardant.

Après son retour du Chili, vers 1857, Clara Filleul de Pétigny édite et réédite nombre de recueils de contes,.
- 1859 : Les Anges de la vallée, Rouen, Mégard et Cie, 216 p. Réédition abrégée en 1865, Rouen, Mégard et Cie, 95 p.
- 1860 : Voyages en Suisse, description des curiosités naturelles, détails sur les mœurs et coutumes, sur la division politique de chaque canton, par Mlle Clara Filleul de Pétigny, Rouen, M. Ardant.
- 1860 : Le Vieux sergent Sans-Peur ou la Campagne d'Italie, Limoges, Ardant[8].
- 1860 Le Berger et le courtisan, Limoges, Ardant.
- 1866 : La Palestine, ou Une visite aux Lieux Saints, Rouen, Mégard (en ligne).
- 1884 : Souvenirs de voyage dans l'Asie, le Nord de l'Afrique, Syrie, Tripoli, Tunis, etc., Limoges, Eugène Ardant (en ligne).

Clara Filleul a signé une édition des Fables de Jean-Pierre Claris de Florian.

### Traduction
- Œuvres complètes du chanoine Schmid, traduites par M. Filleul de Petigny ; Paris : Société reproductive des bons livres, 356 p.  — Comprend : Cent petits contes, Cent nouveaux petits contes, Sept nouveaux petits contes, Le Ver luisant, Le Petit Mouton, Le Serin, La Colombe, Les Œufs de Pâques.